# Legenda
Legenda è una parola latina che significa le cose che devono essere lette, ciò che è da leggere.
Nel contesto di un grafico o di una carta geografica, è la tabella in cui sono spiegati i simboli o i colori utilizzati, la cui lettura consente di comprendere con maggiore certezza la rappresentazione grafica. In numismatica si usa questo termine per indicare lettere e parole presenti sulla moneta.

## Cartografia

Una mappa cittadina e relativa legenda

Questo termine indica di norma la tabella che spiega i simboli presenti in una rappresentazione come ad esempio una carta topografica o in un cartogramma. Nelle cartine geografiche si trova di solito verso la fine della mappa. Indica la spiegazione dei simboli rappresentati sulla carta, (i simboli servono per rappresentare le caratteristiche di un territorio), o solamente spiega la carta nel modo più adatto.

## Diagrammi e grafici

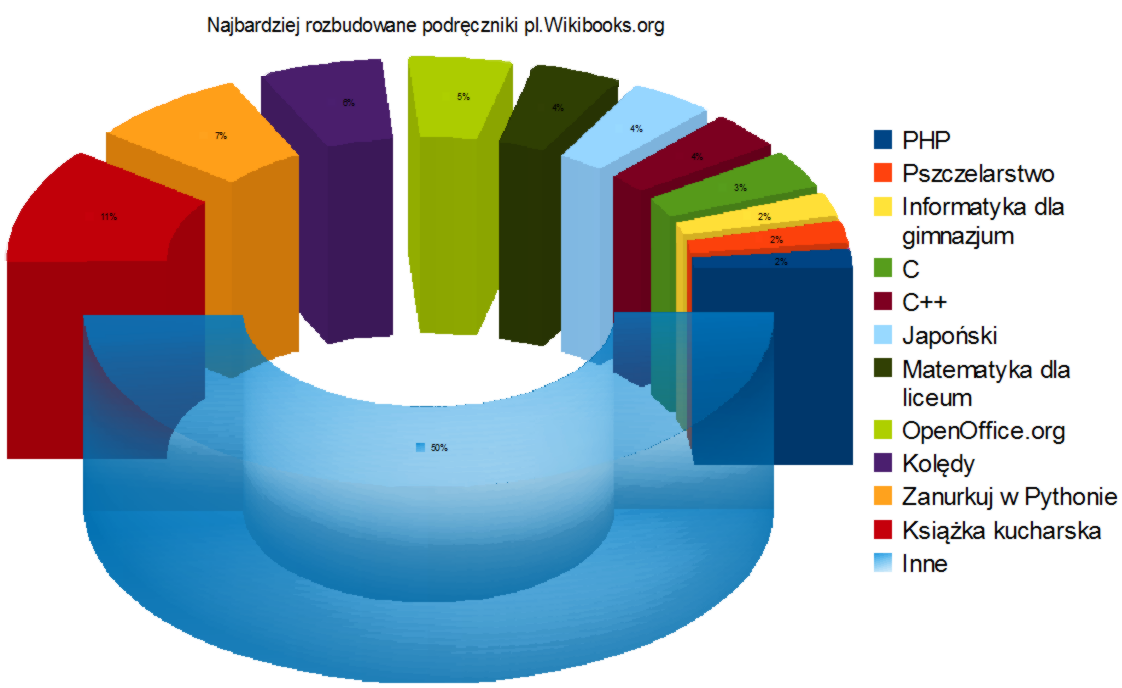
Diagramma a torta con legenda

In un diagramma o un grafico, e in generale, nelle rappresentazioni grafiche in statistica, la legenda permette di separare le porzioni grafiche o di disegno dalle spiegazioni testuali dei dati rappresentati.
Infatti se un disegno risulta di facile comprensione all'osservatore, e riesce a superare barriere culturali e linguistiche, la legenda può essere vantaggiosa per: 
- evitare ripetizioni,
- limitare le porzioni da tradurre
- non distrarre dal messaggio principale presentato dall'immagine.

Un diagramma che utilizza solo il colore come elemento distintivo tra le categorie di dati può risultare difficile da interpretare per chi soffre di discromatopsia. Nel caso sia necessario rendere prontamente interpretabile un diagramma ad un pubblico vasto è meglio utilizzare delle variazioni di tratteggio o dei simboli geometrici facilmente distinguibili.

## Numismatica
In numismatica si usa questo termine per indicare lettere e parole presenti sulla moneta; assieme al tipo forma l'impronta. Lo studio e l'interpretazione delle legende monetarie è estremamente importante. 
Ad esempio la ghinea di Giorgio I presenta al dritto la seguente legenda GEORGIVS D G M BR FR ET HIB REX F D. Questa indica che Giorgio (Georgius D[ei] G[ratia] M[agnæ] BR[itanniæ] FR[anciæ] ET HIB[erniæ] REX F[idei] D[efensor]) è (o si proclama) re di Gran Bretagna, Francia e Irlanda ed è anche difensore della fede.
Al rovescio la legenda mostra una serie di lettere la cui interpretazione è certamente più complessa: BRVN ET LVN DVX S R I A TH ET PR EL. Mentre la carica di Duca di Brunswick e Lüneburg è chiara, le altre lettere vanno così interpretate: S[acri] R[omani] I[mperi] A[rchi] TH[esaurer] ET PR[inceps] EL[ector], cioè Arci-Tesoriere e Elettore del Sacro Romano Impero.